# Elsterfruchttaube
Die Elsterfruchttaube (Ducula luctuosa), auch Weiße Fruchttaube oder Celebes-Muskatnuss-Fruchttaube genannt, ist eine Art der Taubenvögel. Sie kommt ausschließlich auf einigen südostasiatischen Inseln vor.

## Erscheinungsbild
Die Elsterfruchttaube erreicht eine Körpergröße von 41 Zentimetern. Sie entspricht in der Körpergröße damit einer sehr großen Haustaube. Der Kopf ist flach, der Schwanz ist verhältnismäßig kurz. Die Gefiederfärbung ist überwiegend reinweiß. Die Handschwingen sowie die äußeren Armschwingen sind silbergrau mit schwarzen Säumen. Die Flügeldecken und das Ende des Schwanzes sind schwarz mit silbrigem Schimmer. Die Laufbefiederung und die Unterbauchfedern sind teils schwarz und ergeben mit dem ansonsten weißen Gefieder eine gefleckte Zeichnung. Der Schnabel ist grau mit einer schwarzen Spitze. Die Iris ist dunkelbraun. Der nackte, unbefiederte Augenring ist blaugrau. Die Füße sind gleichfalls blaugrau.

## Verbreitung und Lebensraum
Die Elsterfruchttaube kommt auf der Insel Sulawesi sowie den angrenzenden kleinen Inseln Manadotua, Manterawu, Talisei, Bangka, Lembeh, Muna, Labuan Blanda, Butung, Peleng, Banggai und den Sula-Inseln vor. Auf Sulawesi ist sie in einzelnen Gebieten häufig. Auch auf Taliabu, einer der Sula-Inseln, ist sie eine häufige Taube.
Der Lebensraum der Elsterfruchttaube sind Wald und Waldränder. Sie nutzt Sekundärwald sowie lichte Wälder und kommt auf Kulturland vor. Sie ist eine Taube des Flachlands, die nur selten in Höhen über 300 Metern beobachtet wird.

## Verhalten
Die Elsterfruchttaube kommt überwiegend in kleinen Trupps vor. Es wurden auf Taliabu auch schon große Schwärme beobachtet, die bis zu 250 Individuen umfassten. Sie hält sich während der Nahrungssuche überwiegend hoch in den Baumwipfeln auf und ist dort mitunter nur schwer auszumachen. Über die Fortpflanzungsbiologie dieser Art ist nur sehr wenig bekannt.

## Haltung in menschlicher Obhut
Die Elsterfruchttaube wird nur selten in menschlicher Obhut gepflegt. In den 1960er Jahren hielt der damalige Tierpark Wassenaar in den Niederlanden in einem 80 Meter langen und dicht bepflanzten Gewächshaus eine große Gruppe von Elsterfruchttauben, die auch erfolgreich Junge aufzogen.

## Belege

### Weblink
- Ducula luctuosa in der Roten Liste gefährdeter Arten der IUCN 2013.1. Eingestellt von: BirdLife International, 2012. Abgerufen am 31. Oktober 2013.